# ديفيد مارشال (سياسي كندي)
ديفيد مارشال هو سياسي كندي، ولد في 26 أكتوبر 1846، وتوفي في 14 فبراير 1920. حزبياً، نشط في حزب كندا المحافظ. وقد انتخب عضو مجلس العموم الكندي.